# Lago Laacher

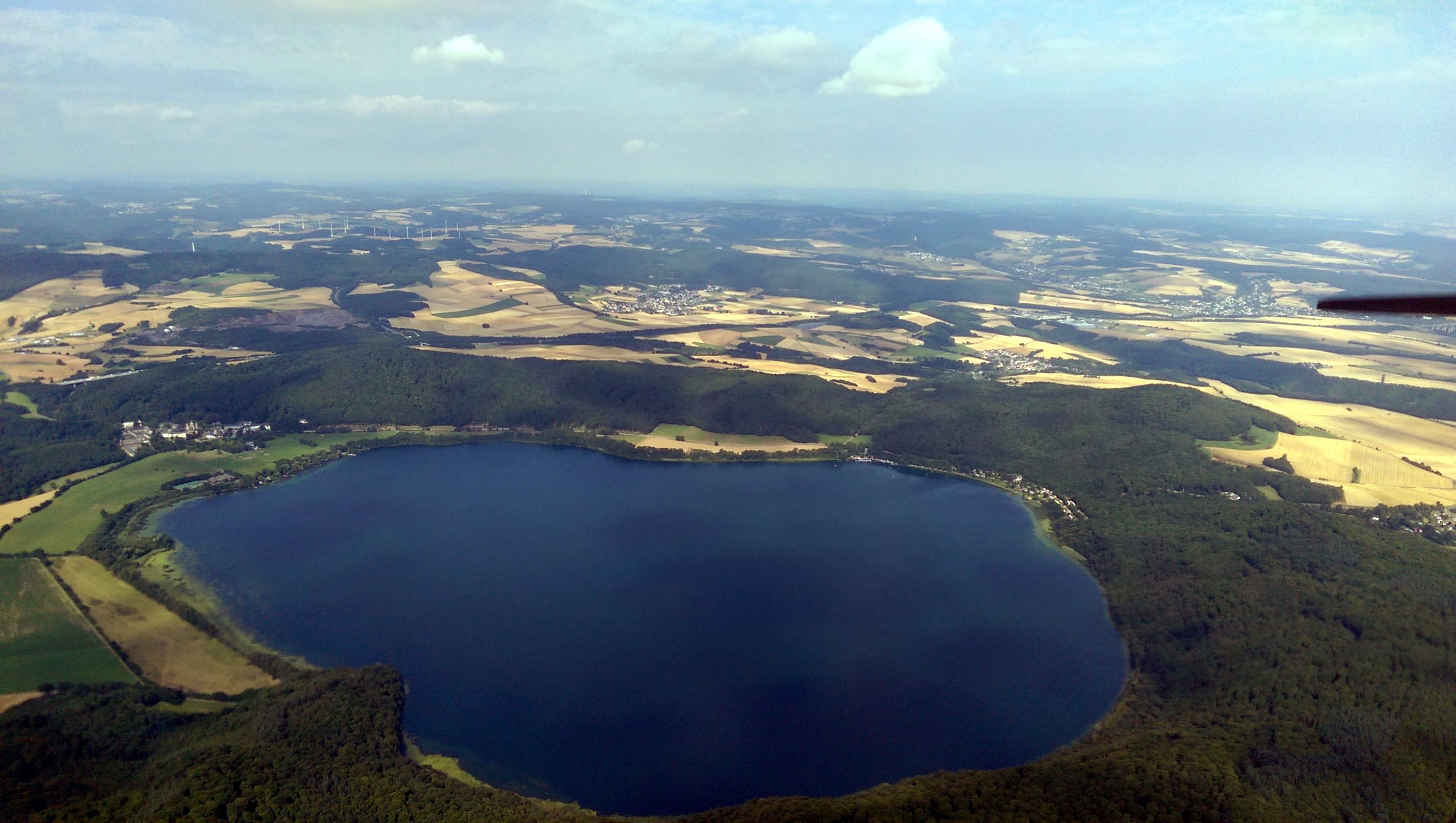
Vista do Laacher See.

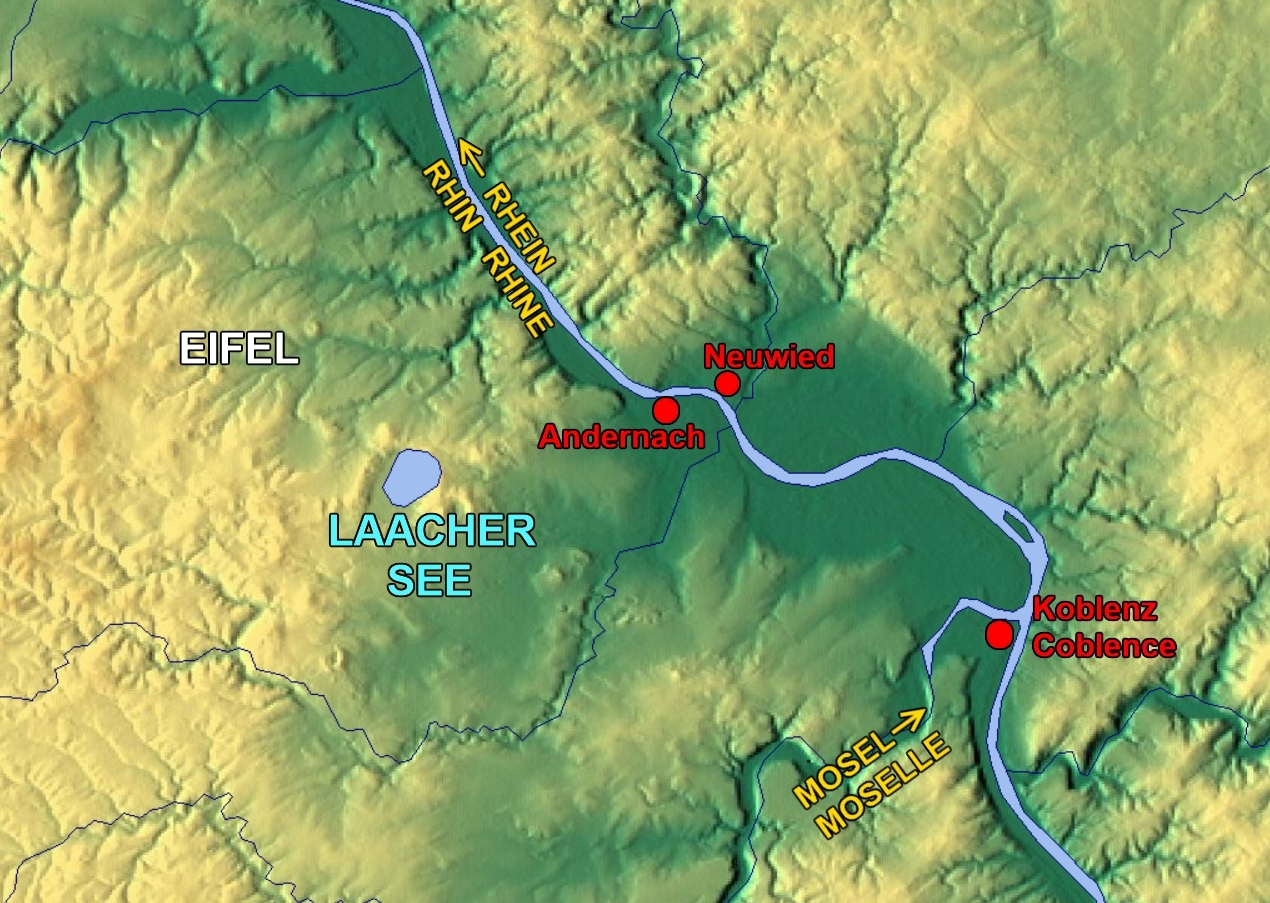
Carta topográfica do Laacher See e seus arredores.

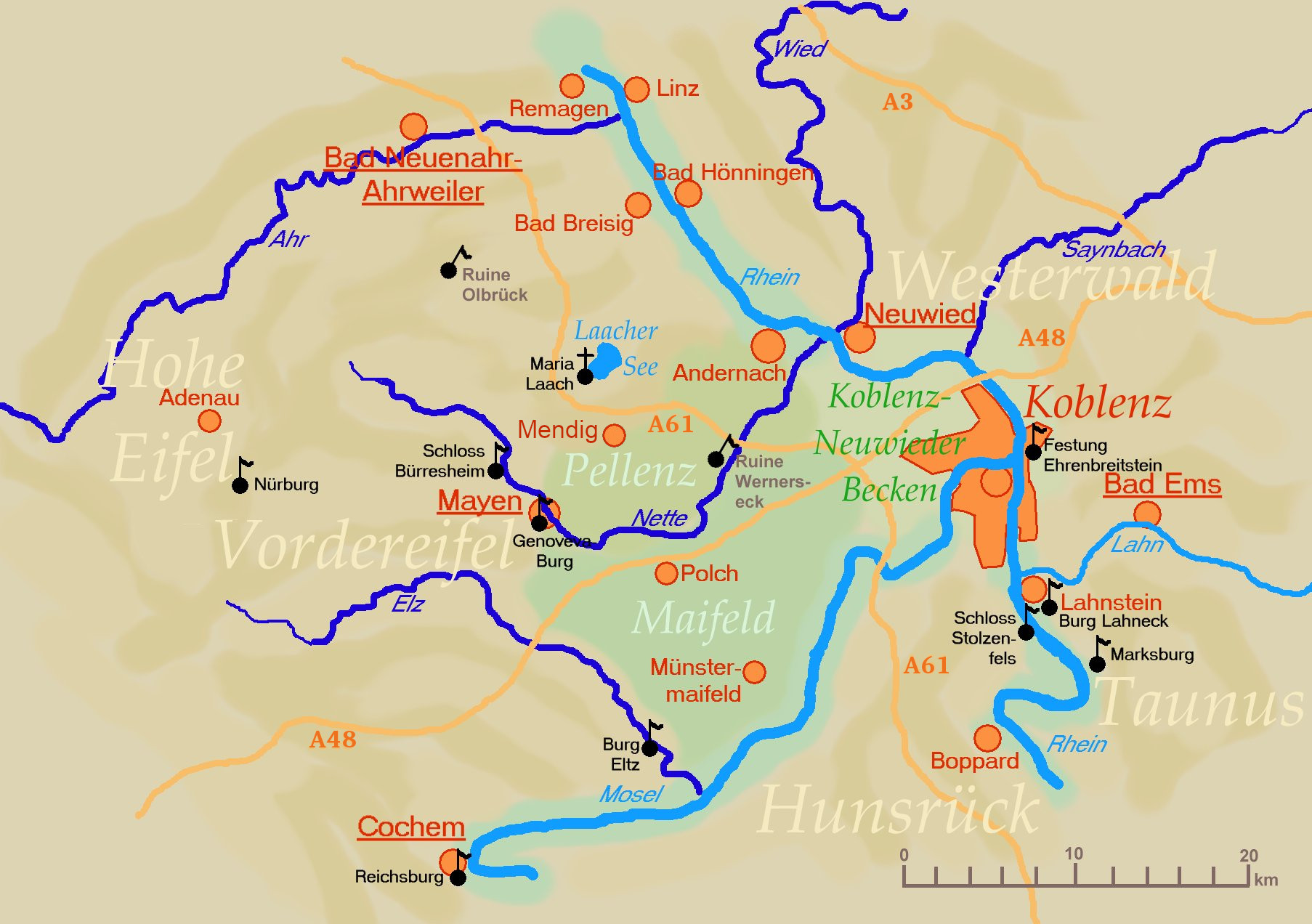
Mapa da paisagem de Vordereifel.

Laacher See (em alemão) ou Lago Laacher (em português) é um lago de cratera e um vulcão ativo na Renânia-Palatinado, Alemanha, situado perto das cidades de Coblença, em torno de 24 km de distância, e Bona, em torno de 37 km de distãncia, e a mais perto a cidade de Andernach, 8 km de distância e Mayen é 11 km de distância. O lago de cratera fica apenas 8 km de distância do rio Reno em Andernach. Como fica perto do vulcão "Wehrer Kessel" e do vulcão Rieden, o Laacher formou uma caldeira vulcânica na montanha de Eifel. Esta parte da área se chama "Campo Vulcânico do Leste do Eifel".

## Descrição

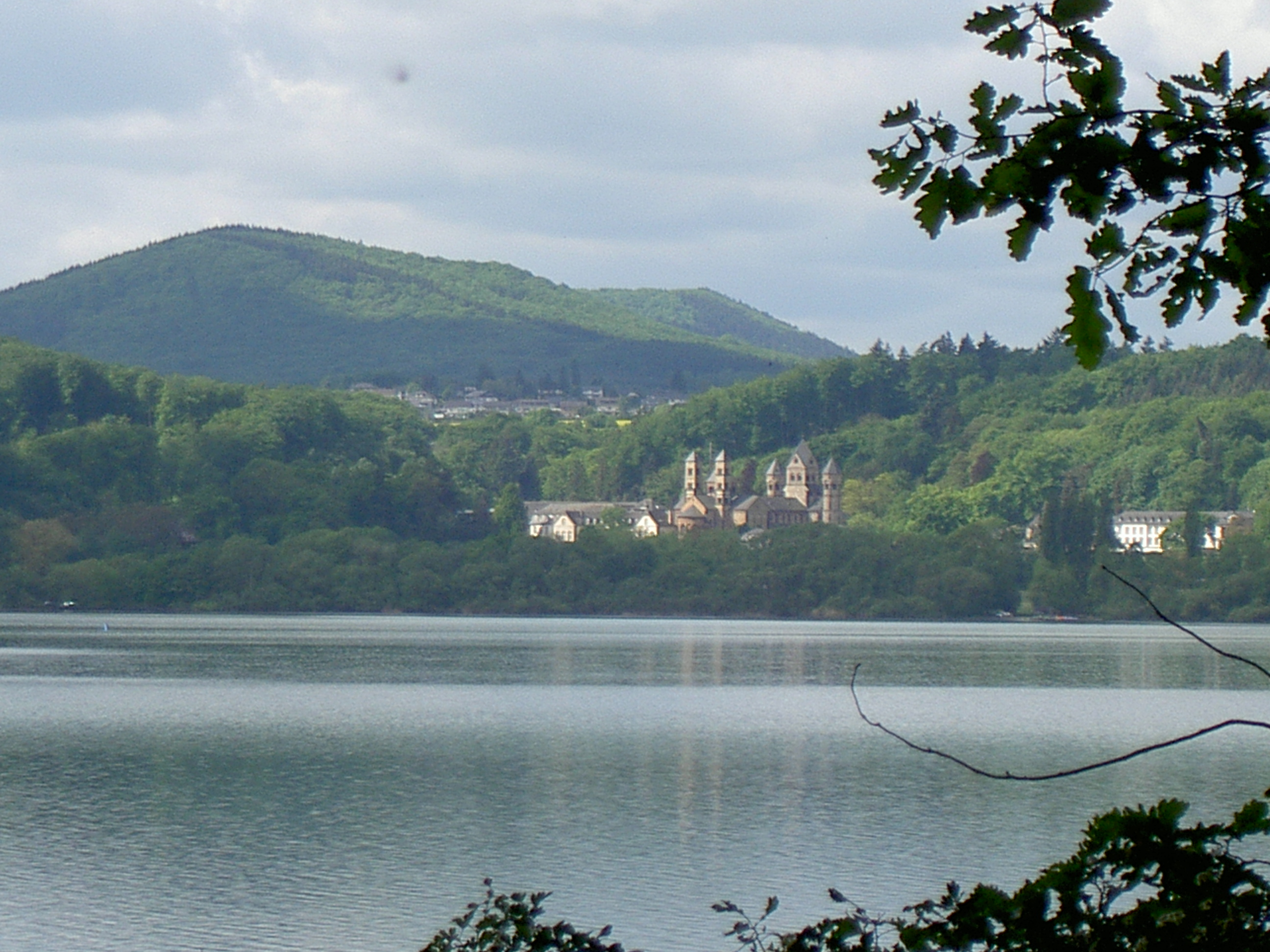
O Laacher See no verão. A abadia Maria Laach visível ao fundo.

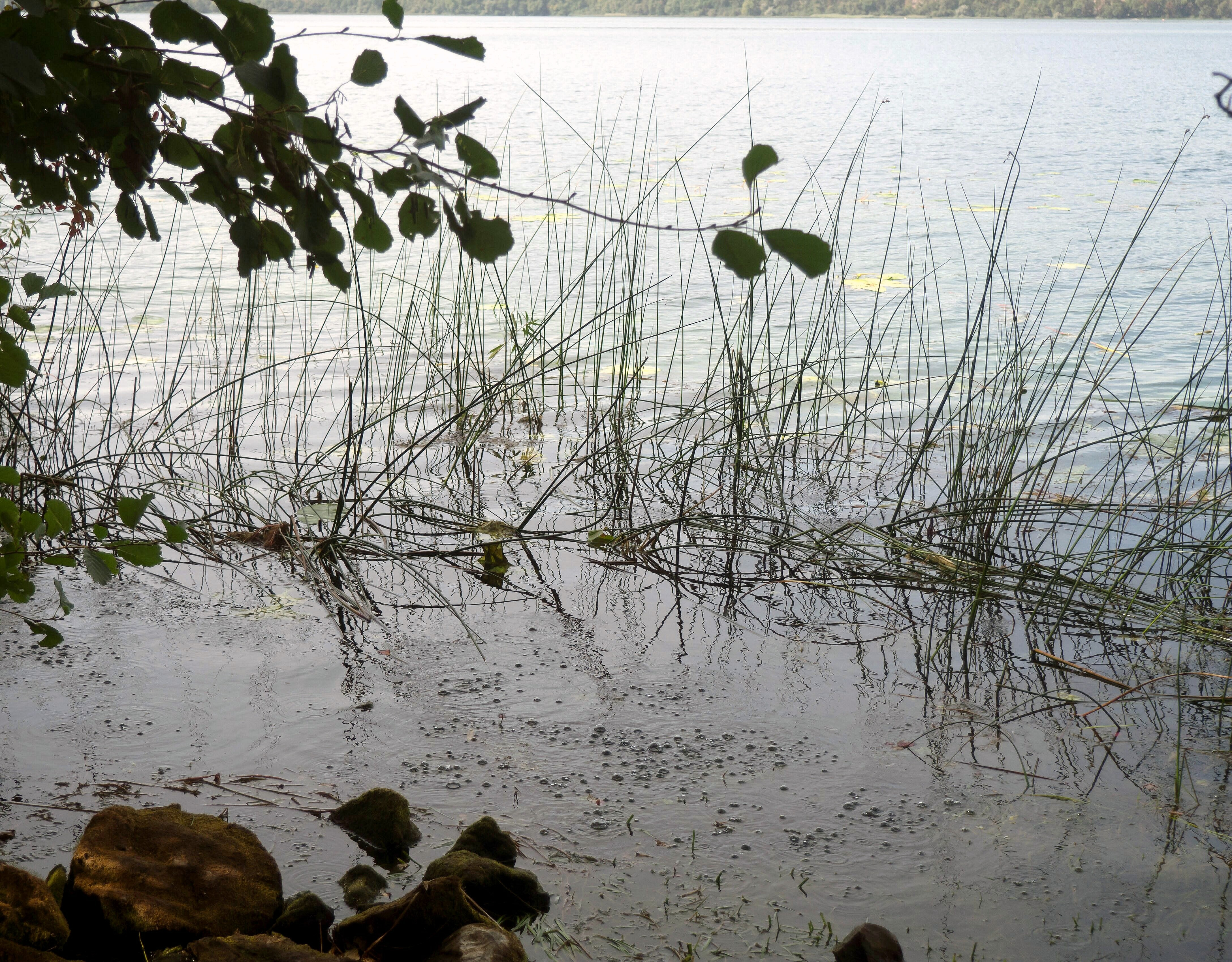
Mofetas na margem leste do Laacher See.

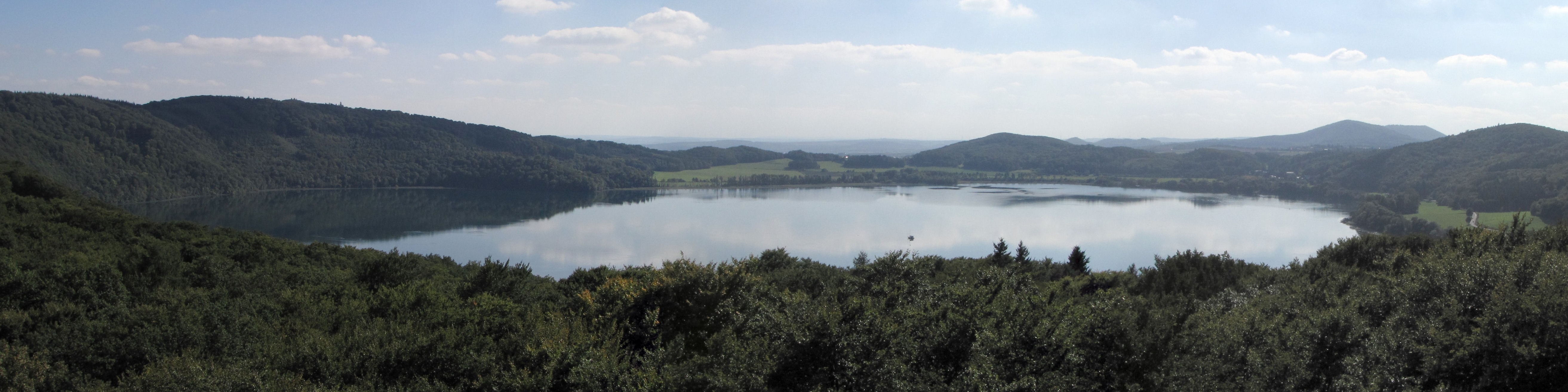
Panorama do Laacher See.

O grande lago do Eifel leva o nome da palavra do Alto-alemão antigo "lacha" que é derivado do latim "lacus" que em português significa "lago". Então o nome traduzido literalmente significa "Lago do Lago".
O lago fica 259 m sob nível do mar, é 8 km em circunferência, e é cercado por um anel de montanhas altas. A água é azul, muito fria e salgada. O lago não possui nenhum escoamento natural e então o nível de água muda consideravelmente durante a evaporação e as condições de chuva.
A caldeira foi formada depois da erupção do Laacher que se dá em torno de 12,900 anos atrás.